# Би и ПаппиКэт
«Би и ПаппиКэт» (англ. Bee and PuppyCat) — американский анимационный вэб-сериал, созданный и написанный Наташей Аллегри и срежиссированный Ларри Лэйчлитером. Сериал рассказывает о Би (озвучена Эллен Рэйчел), безработной молодой девушке, которая сталкивается с загадочным созданием по имени ПаппиКэт (озвучен программой Vocaloid «Оливер»). Она забирает его к себе, и вместе они отправляются на разные подработки в параллельные миры, чтобы заработать на квартплату Би. Шоу спродюсировала Frederator Studios и анимировали Dong Woo Animation и OLM, Inc.. Позже сериал был дополнен комиксами, изданными KaBoom! Studios. 9 августа 2022 года Netflix объявил о перезапуске и продолжения первого сезона и выпустил трейлер.

## Сюжет
Би — молодая весёлая девушка, только что уволенная с низкооплачиваемой работы, возвращается домой. На перекрёстке с неба на неё падает ПаппиКэт — странное и таинственное создание, похожее то ли на кота, то ли на щенка, — и Би забирает его к себе. Когда ПаппиКэт замечает, что Би расстроена и у неё нет работы, он телепортирует её и себя в другое измерение, где ТемпБот, гигантский разумный телеэкран, даёт им работу. Несмотря на опасности, которыми полны эти подработки, Би обнаруживает у себя талант к ним и находит их хорошо оплачиваемыми.

## Персонажи
- Би (англ. Bee — дословно «Пчелка»; озвучена Эллин Рэйчел) — главная героиня сериала. Би — молодая девушка, которая находит ПаппиКэта. В параллельном измерении она получает магические способности и униформу от ТемпБота. Там она может извлекать меч из бубенчика на её шее. Би очень не любит воду: в эпизоде «Пляж» она отказывается заходить в океан, а в эпизоде «Коты» не хочет принимать ванну. В эпизоде «Пончик (Часть 4)» выясняется, что она — киборг.
- ПаппиКэт (англ. PuppyCat — дословно «ЩенокКот»; озвучен программой Vocaloid «Оливер») — таинственное создание из другого измерения, подобие гибрида кота и щенка. Он является компаньоном Би и непосредственно помогает ей с подработками в параллельных мирах. О нём известно не так много кроме того, что он умеет «говорить» и может быть использован, как энергопушка.
- ТемпБот (англ. TempBot) — большой кубический монитор с крыльями, играет роль агента по трудоустройству для Би и ПаппиКэта. Через его рот они попадают на работу в другие измерения. В разных эпизодах его озвучивают разные актеры: в пилотном — Марина Сиртис, в эпизоде «Фермер» — Ханна Харт, в эпизоде «Коты» — Роз Райан и Эллен Маклейн в эпизоде «Видеоигры».
- Декард (англ. Deckard; озвучен Кентом Осборном) — сосед и хороший друг Би, к которой он испытывает романтические чувства. Он отлично готовит, хочет пойти в кулинарный колледж и стать поваром. У Декарда белые волосы и гетерохромия.
- Кэсс (англ. Cass; озвучена Эшли Берч) — сестра Декарда, работает программистом. Она переживает за брата и не хочет, чтобы он жертвовал обучением в кулинарном колледже ради Би.
- Кардамон (англ. Cardamon; озвучен Александром Родригесом) — мальчик, арендодатель Би. Его недетское поведение резко контрастирует на фоне его школьного внешнего вида.

## Эпизоды

### Пилот
| № | Название                           | Режиссер        | Сценарист      | Дата премьеры  |
| --- | ---------------------------------- | --------------- | -------------- | -------------- |
| 0.1 | «Би и ПаппиКэт» «Bee and PuppyCat» | Ларри Лэйчлитер | Наташа Аллегри | 11 июля 2013   |
| Би, герой по неволе, присоединяется к приключениям ПаппиКэта в его путешествиях между измерениями.                      |                                    |                 |                |                |
| 0.2 | «Би и ПаппиКэт» «Bee and PuppyCat» | Ларри Лэйчлитер | Наташа Аллегри | 6 августа 2013 |
| Би и ПаппиКэт отправляются в Аквариумное Пространство, чтобы позаботиться о Уоллесе, гигантской скучающей по маме рыбе. |                                    |                 |                |                |

### Сезон 1
| № | Название                   | Режиссер        | Сценарист                                                                 | Дата премьеры                                              |
| --- | -------------------------- | --------------- | ------------------------------------------------------------------------- | ---------------------------------------------------------- |
| 1 | «Еда» «Food»               | Ларри Лэйчлитер | Наташа Аллегри                                                            | 6 ноября 2014                                              |
| Проснувшись утром от странного сна, Би чувствует сильный голод. С новым рецептом для Декарда она и Паппикэт идут в магазин за покупками.                                                        |                            |                 |                                                                           |                                                            |
| 2 | «Фермер» «Farmer»          | Ларри Лэйчлитер | Наташа Аллегри                                                            | 6 ноября 2014                                              |
| Декарду не хватает последнего ингредиента, и Би с ПаппиКэтом отправляются заработать его на ферме на планете Желе.                                                                              |                            |                 |                                                                           |                                                            |
| 3 | «Пляж» «Beach»             | Ларри Лэйчлитер | Наташа Аллегри, Мадлен Флорес и Фрэнк Гибсон                              | 4 декабря 2014                                             |
| Когда Кардамон, капризный арендодатель Би, выгоняет её с ПаппиКэтом из квартиры, чтобы починить туалет, они оказываются на пляже в поисках кафе, где транслируют марафон «Прелестного Патрика». |                            |                 |                                                                           |                                                            |
| 4 | «Коты» «Cats»              | Ларри Лэйчлитер | Наташа Аллегри, Мадлен Флорес и Фрэнк Гибсон                              | 18 декабря 2014                                            |
| Би и ПаппиКэт попадают на самую странную и прелестную работу в купальни на планете Кошачья Голова. К счастью для них, там тоже показывают «Прелестного Патрика».                                |                            |                 |                                                                           |                                                            |
| 5 | «День рождения» «Birthday» | Ларри Лэйчлитер | Наташа Аллегри, Мадлен Флорес и Фрэнк Гибсон                              | 27 августа 2015 (для спонсоров Кикстартера) 11 ноября 2016 |
| В свой день рождения Би расстроена тем, что приходится работать, но новое назначение в Облачном мире её обрадует.                                                                               |                            |                 |                                                                           |                                                            |
| 6 | «Игра» «Game»              | Ларри Лэйчлитер | Наташа Аллегри, Мадлен Флорес и Фрэнк Гибсон                              | 27 августа 2015 (для спонсоров Кикстартера) 11 ноября 2016 |
| Во время игры Би поглощена выполнением побочных квестов, из-за чего ПаппиКэту приходится взять всё в свои руки.                                                                                 |                            |                 |                                                                           |                                                            |
| 7 | «Тост» «Toast»             | Ларри Лэйчлитер | Наташа Аллегри, Мадлен Флорес и Фрэнк Гибсон                              | 28 ноября 2016                                             |
| Бывшая соперница Кас по рингу Тост приезжает в город и настаивает на её возвращении в реслинг.                                                                                                  |                            |                 |                                                                           |                                                            |
| 8 | «Собаки» «Dogs»            | Ларри Лэйчлитер | Наташа Аллегри, Мадлен Флорес и Фрэнк Гибсон                              | 28 ноября 2016                                             |
| Би и Декард навещают заболевшего Кардамона, чтобы отдать ему ежемесячную квартплату. |                            |                 |                                                                           |                                                            |
| 9 | «Свадьба» «Wedding»        | Ларри Лэйчлитер | Наташа Аллегри, Мадлен Флорес, Фрэнк Гибсон, Вера Бросгол и Эфрейн Фариас | 28 ноября 2016                                             |
| ПаппиКэт спасается от навязаной Кардамоном свадьбой с его собакой, пока Би и Декард проводят время вместе.                                                                                      |                            |                 |                                                                           |                                                            |
| 10 | «Пончик» «Donut»           | Ларри Лэйчлитер | Наташа Аллегри, Мадлен Флорес, Фрэнк Гибсон, Вера Бросгол и Эфрейн Фариас | 28 ноября 2016                                             |
| Би и Декард получают работу на планете Пончик, но все идет не по плану. |                            |                 |                                                                           |                                                            |

## Критика
Критические рецензии на сериал в основном положительные. В декабре 2014 года критик издания «Los-Angeles Times» Роберт Ллойд поставил его в ряд лучших мультсериалов года. Интернет-издание The A.V. Club оценило эпизоды «Еда» и «Фермер», как отлично раскрывающие характер Би.